# Brassiantha hedraiantheroides
Brassiantha hedraiantheroides är en benvedsväxtart som beskrevs av Andrew James Ford. Brassiantha hedraiantheroides ingår i släktet Brassiantha och familjen Celastraceae. Inga underarter finns listade.